# اس‌ام‌اس زایدلیتس
اس‌ام‌اس سیدلیتز (به انگلیسی: SMS Seydlitz) یک کشتی بود که طول آن ۲۰۰٫۶ متر (۶۵۸ فوت) بود. این کشتی در سال ۱۹۱۲ ساخته شد.